# Rubis (foguete)
O Rubis, (palavra francesa para rubí), também conhecido como VE-210, foi um foguete de sondagem de
dois estágios. Como primeiro estágio, ele usava o mesmo motor do foguete Agate, e como segundo, um motor P064.
O Rubis, media 9,6 m de altura, 80 cm de diâmetro, gerando um empuxo no lançamento de 186 kN e atingindo um apogeu de 2.000 km. Ocorreram onze lançamentos desse
modelo, todos partindo de Hammaguir na Argélia, exceto o último que foi lançado de Biscarrosse. O seu principal objetivo, era testar o estágio superior
do futuro foguete Diamant em voo.

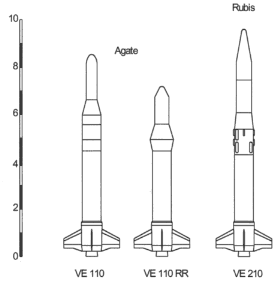
Os foguetes Agate e Rubis.

Ele pertencia a famíla de foguetes experimentais Franceses, dedicada ao desenvolvimento de ICBMs e veículos lançadores,
que incluíam: VE8, VE9, VE110 Agate, VE111 Topaze, VE121 Emeraude e o
VE231 Saphir. Estes modelos foram desenvolvidos em 1959, por ordem de Charles de Gaulle, pela empresa SEREB
(Société pour l'Étude et la production d'Engins Balistiques), criada em setembro daquele ano.